# エレノア・カメロン
エレノア・フランシス・バトラー・カメロン（Eleanor Frances Butler Cameron、1912年3月23日 - 1996年10月11日）はカナダ出身の児童文学作家。1950年の"The Unheard Music"でデビュー。

## 経歴
エレノア・カメロンはカナダで生まれたが、幼いころに両親がカリフォルニア州バークレーへ移ったために、生涯のほとんどをカリフォルニア州で過ごした。彼女はイアン・カメロンと結婚するまでの間、ロサンゼルスに居住した。
1992年から、ゴールデン・ダック協会（Golden Duck.org）は英語で書かれた児童向けSFを対象に、「優れた児童SFのためのエレノア・カメロン賞」という賞を設けている。

## 作品

### 「きのこ星」シリーズ
「きのこ星」シリーズ（Mushroom Planet series）は、地球から五万マイル離れた軌道を回る第二の月（小さく、居住可能で、地球からは見えない）を舞台にしている。「きのこ星」は多種多様のキノコ類で覆われており、緑色の小人たちが暮らしている。
- The Wonderful Flight to the Mushroom Planet (1954) 『きのこ星たんけん』久米穣訳、講談社（現代児童名作全集 第2巻）、1957年
- Stowaway to the Mushroom Planet (1956)
- Mr. Bass's Planetoid (1958)
- A Mystery for Mr. Bass (1960)
- Jewels from the Moon and the Meteor That Couldn't Stay (1964)
- Time and Mr. Bass (1967)

### 「ジュリア・レッドファーン」シリーズ
- A Room Made of Windows (1971)
- Julia and the Hand of God (1977)
- That Julia Redfern (1982)
- Julia's Magic (1984)
- The Private Worlds of Julia Redfern (1989)

### その他
- The Seed and the Vision - On the Writing and Appreciation of Children's Books. New York: Dutton Children's Books. 1993.
- The Court of the Stone Children.  New York: Dutton Children's Books. 1973

## 参考資料
- エレノア・カメロン - Internet Book List（英語）